# 韋永麗
韋 永麗（い えいれい、ウェイ・ヨンリ、簡体字：韦 永丽、Wei Yongli、1991年10月11日 - ）は、短距離走を専門とする中華人民共和国の陸上競技選手。
女飛人（中国語: 女飞人）の愛称を持つ。広西チワン族自治区百色市生まれ、同自治区柳州市鹿寨県鹿寨鎮出身。2016年2月28日に南京市で開かれた中国の室内選手権で60mを7秒17で走り、中国新記録を樹立した。
ロンドンオリンピックとリオデジャネイロオリンピックに出場しているが、どちらも予選で敗退した。

## 経歴
2006年11月に県大会に出場したところ、県体育学校にスカウトされる。2010年に中国のナショナルチーム入りを果たし、2011年に韓国・大邱で開かれた世界選手権に4×100mリレーのメンバーに抜擢されたが、中国チームは失格となってしまう。2014年のアジア競技大会で100mに出場、11秒48で金メダルを獲得した。（このとき2位の福島千里との差は0秒01であった。）200mでも福島と争って勝利し、銀メダルに輝いた。この活躍により、「アジアの女飛人」の称号を得た。

## 主な成績
| 年       | 大会                     | 会場                        | 結果            | 種目         | 補足     |
| 中国代表 | 中国代表                 | 中国代表                    | 中国代表        | 中国代表     | 中国代表 |
| -------- | ------------------------ | --------------------------- | --------------- | ------------ | -------- |
| 2011     | アジア選手権             | 日本 神戸                   | 2位             | 100 m        | 11秒70   |
| 2011     | アジア選手権             | 日本 神戸                   | 2位             | 4×100mリレー | 44秒23   |
| 2011     | 世界選手権               | 韓国 大邱                   | 失格            | 4×100mリレー |          |
| 2012     | アジア室内選手権         | 中国 杭州市                 | 1位             | 60m          | 7秒37    |
| 2012     | 世界室内選手権           | トルコ イスタンブール       | 17位 （準決勝） | 60m          | 7秒35    |
| 2012     | オリンピック             | イギリス ロンドン           | 40位 （予選）   | 100m         | 11秒48   |
| 2013     | アジア選手権             | インド プネー               | 1位             | 100m         | 11秒29   |
| 2013     | アジア選手権             | インド プネー               | 1位             | 4×100mリレー | 44秒01   |
| 2013     | 世界選手権               | ロシア モスクワ             | 17位 （予選）   | 4×100mリレー | 44秒22   |
| 2013     | 東アジア競技大会         | 中国 天津                   | 1位             | 100m         | 11秒57   |
| 2013     | 東アジア競技大会         | 中国 天津                   | 1位             | 200m         | 23秒71   |
| 2013     | 東アジア競技大会         | 中国 天津                   | 1位             | 4×100mリレー | 43秒66   |
| 2014     | 世界室内選手権           | ポーランド ソポト           | 15位 （準決勝） | 60m          | 7秒30    |
| 2014     | アジア競技大会           | 韓国 仁川                   | 1位             | 100m         | 11秒48   |
| 2014     | アジア競技大会           | 韓国 仁川                   | 2位             | 200m         | 23秒27   |
| 2014     | アジア競技大会           | 韓国 仁川                   | 1位             | 4×100mリレー | 42秒83   |
| 2015     | アジア選手権             | 中国 武漢                   | 3位             | 100m         | 11秒46   |
| 2015     | アジア選手権             | 中国 武漢                   | 1位             | 4×100mリレー | 43秒10   |
| 2015     | 世界選手権               | 中国 北京                   | 22位 （準決勝） | 100m         | 11秒27   |
| 2015     | 世界選手権               | 中国 北京                   | 10位 （予選）   | 4×100mリレー | 43秒18   |
| 2016     | 世界室内選手権           | アメリカ合衆国 ポートランド | 18位 （準決勝） | 60m          | 7秒28    |
| 2016     | オリンピック             | ブラジル リオデジャネイロ   | 33位 （予選）   | 100m         | 11秒48   |
| 2018     | 世界室内選手権           | イギリス バーミンガム       | 28位 （予選）   | 60m          | 7秒35    |
| 2018     | アジア競技大会           | インドネシア ジャカルタ     | 3位             | 100m         | 11秒33   |
| 2018     | アジア競技大会           | インドネシア ジャカルタ     | 3位             | 200m         | 23秒27   |
| 2018     | アジア競技大会           | インドネシア ジャカルタ     | 2位             | 4x100mR      | 42秒84   |
| 2018     | IAAFコンチネンタルカップ | チェコ オストラヴァ         | 6位             | 100m         | 11秒51   |
| 2018     | IAAFコンチネンタルカップ | チェコ オストラヴァ         | 3位             | 4x100mR      | 42秒93   |
| 2019     | アジア選手権             | カタール ドーハ             | 3位             | 100m         | 11秒37   |
| 2019     | アジア選手権             | カタール ドーハ             | 1位             | 4×100mリレー | 42秒87   |

## 個人記録
屋外
- 100m – 10秒99（+1.2 m/s、 スイス ラ・ショー=ド=フォン、2018年)
- 200m – 22秒97（+1.6 m/s、 スペイン マドリード、2018年）

屋内
- 60m – 7秒17（南京、2016年）
- 200m – 23秒61（北京、2014年）